# David & the Citizens
David & the Citizens war eine schwedische Indie-Rock-Band aus Malmö.

## Geschichte
David Fridlund gründete die Band 1999 vier Wochen nach seinem Umzug von Stockholm nach Malmö. Gründungsmitglieder waren Mikael Carlsson, Jenny Wilson und Karl-Jonas Winqvist. Im selben Jahr nahm die Band erstmals am Hultsfredfestival teil, der größten Popveranstaltung in Schweden. Jenny Wilson und Karl-Jonas Winqvist verließen die Gruppe, um in Stockholm mit First Floor Power eine eigene Band zu gründen. Alexander Madsen, Conny Fridh und später Magnus Bjerkert traten daraufhin der Band bei und wurden die neuen Citizens. Das Debüt der Band war die First EP und erschien am 9. April 2001 wie alle weiteren Produktionen bei Adrian Recordings, einem von Bandmitglied Magnus Bjerkert gegründeten Plattenlabel. Die nachfolgenden Veröffentlichungen hatten in Schweden alle großen Erfolg. Höhepunkte bisher waren Auftritte bei jedem wichtigen Festival in Schweden – allein dreimal beim Hultsfredfestival – eine Grammy-Nominierung als beste Popband, die Nr. 1 in den MTV Nordic Charts mit dem Video für Song Against Life und eine Auszeichnung mit der Indie Gold Record.
2006 brachte einige Veränderungen: Alexander Madsen und Mikael Carlsson verließen die Band, John Bjerkert kam hinzu. Die Zusammenarbeit mit Adrian Recordings wurde aufgekündigt, man wechselte zu Bad Taste Records, wo schon im selben Jahr die neue EP Are You in My Blood? erschien. Am 5. Februar 2007 gab dann Bad Taste Records in einer Presseerklärung bekannt, dass sich David und die Citizens getrennt hätten und deshalb alle im Frühjahr anstehenden Konzerte abgesagt würden. Im Herbst 2007 ließ David Fridlund dagegen verlautbaren, dass die Band – vielleicht in neuer Besetzung – weiter bestehen werde, und veröffentlichte dazu A House with No Windows in einer Demoversion. Im Dezember 2007 erschien die EP I Saw My Reflection and I Didn't Recognize Myself als kostenloser Download. Im August 2008 gab Fridlund schließlich bekannt, dass David & the Citizens eine Auszeit nehmen und er für eine Weile solo als David Fridlund arbeiten werde.

## Diskografie

### Alben
- 2002: For All Happy Endings (Adrian)
- 2003: Until the Sadness Is Gone (Adrian)
- 2006: Stop the Tape! Stop the Tape! (Bad Taste Records)

### EPs
- 2001: First
- 2001: I've Been Floating Upstream (Adrian)
- 2002: Song Against Life (Adrian)
- 2003: New Direction (Adrian)
- 2004: Big Chill (Adrian)
- 2006: Are You in My Blood? (Bad Taste Records)
- 2007: I Saw My Reflection and I Didn't Recognize Myself

### Singles
- 2001: Pink Evening (Send me Off...) (Adrian)
- 2002: STOP! (Adrian)
- 2003: The End (Adrian)
- 2003: Graycoated Morning (Adrian)
- 2005: A Heart & A Hand & The Love for a Band (Adrian)